# الدقي (حي)
حي الدقي أحد أحياء مدينة الجيزة، وهو حي سكني وتجاري حيوي وتمر به طرق رئيسية تربط بين شطري مدينة القاهرة الكبرى في محافظتي القاهرة والجيزة. كانت الدقي قرية من قرى ريف الجيزة مثل معظم أنحاء تلك المحافظة، حتى دخلت الحيّز الحضري سنة 1964، وقد جعلها قربها من مدينة القاهرة متنفسا للأثرياء في ذلك الوقت يمتلكون فيها القصور والمزارع كما سكنها بعضهم سكنا مستديما. حاليا تسمى الشوارع والميادين في الدقي بأسماء الدول العربية.

## تسمية

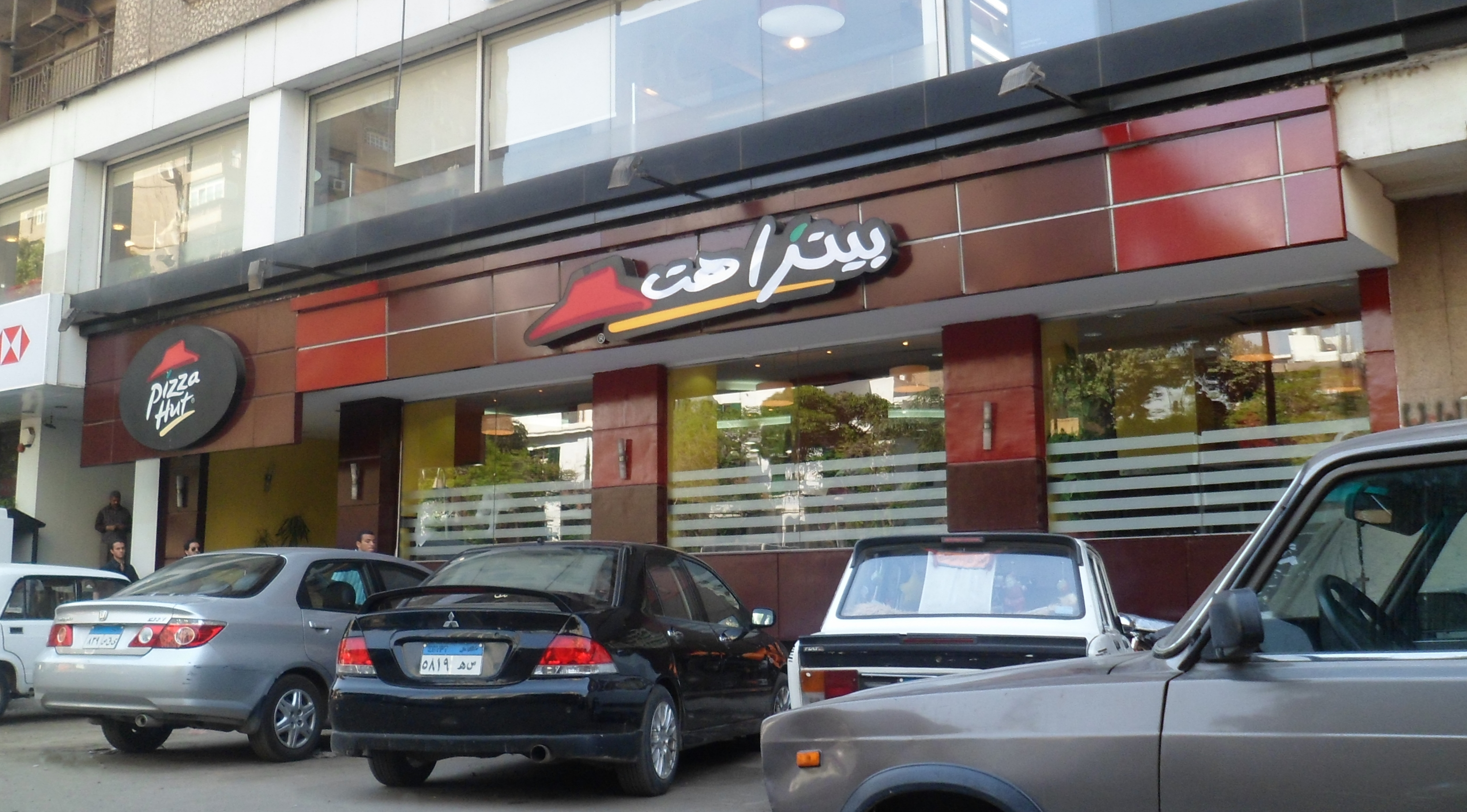
توجد عدد من مطاعم الوجبات السريعة في الدقي

ويرجع تسمية الدقي إلى وجود عائلة الدقي التي سكنت هذة المنطقة منذ القدم وقد أتت إليها من صعيد مصر وتمركزت فيها ثم ما لبثت أن رحلت إلى الأرياف بالمنوفية.

## حدود حي الدقي

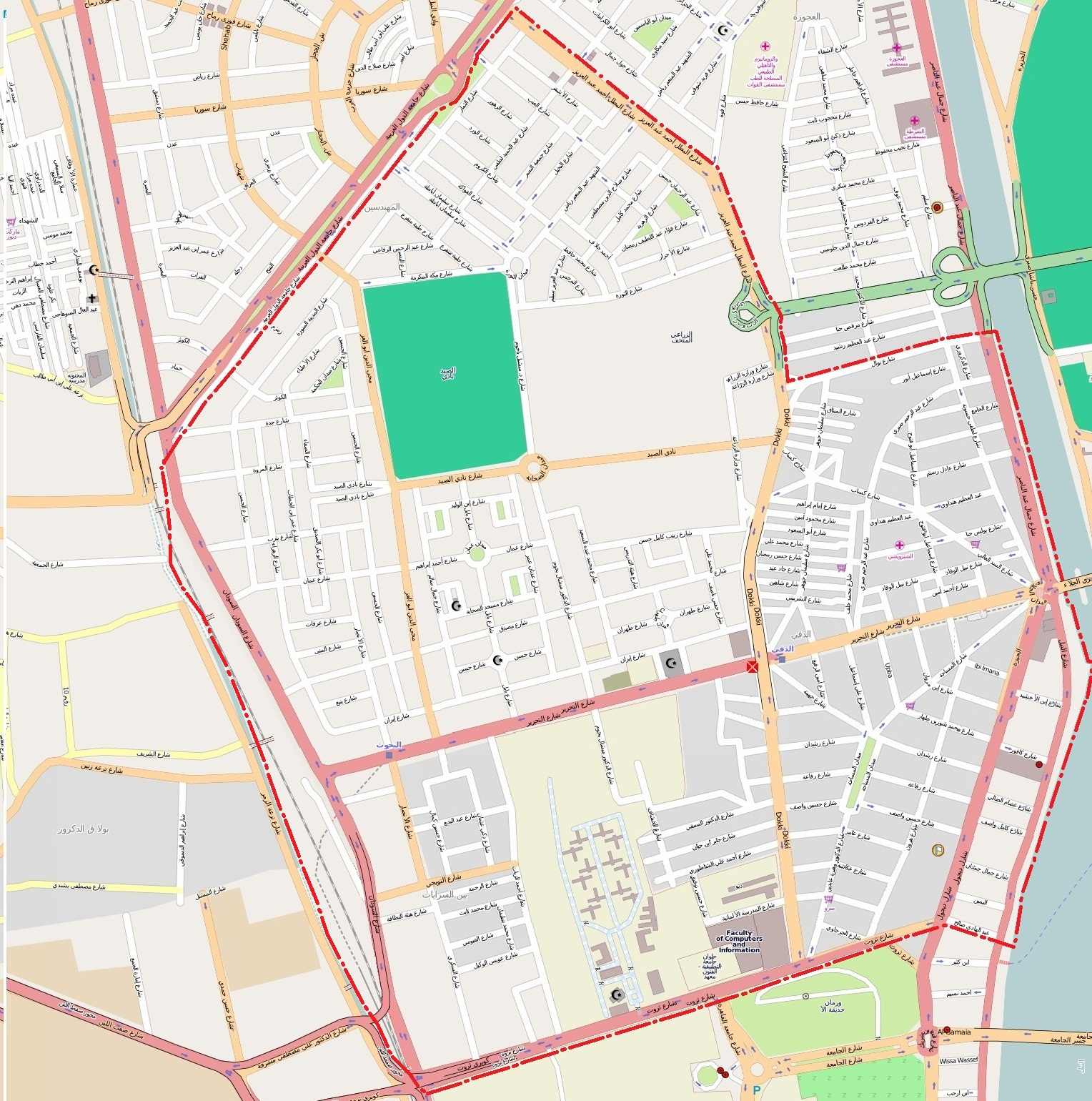
حدود حي الدقي

تـم إنشاء حي الدقى بناءا على قرار السيد الأستاذ/ رئيس مجلس الوزاراء رقم (2501) الصادر في 5 سبتمبر لسنة 1997 وكذلك قرار السيد المستشار محافظ الجيزة رقم (1505) لسنة 1998 وذلك بتقسيم حي وسط الجيزة إلى (حي العجوزة – حي الدقي). وبهذا التقسيم يقع حي الدقي بين ست شوارع رئيسية موضحة في الخريطة على اليسار وهي كالآتي:
1. شارع جامعة الدول العربية من شارع السودان وحتى شارع البطل أحمد عبد العزيز في الشمال الغربي.
2. شارع البطل أحمد عبد العزيز من شارع جامعة الدول العربية وحتى شارع المتحف الزراعي (شارع نوال) في الشمال الشرقي.
3. شارع المتحف الزراعي (شارع نوال) شمالاً من شارع البطل أحمد عبد العزيز وحتى شارع النيل.
4. شارع النيل شرقاً من شارع المتحف الزراعي (شارع نوال) وحتى شارع عبد السلام عارف (شارع ثروت).
5. شارع عبد السلام عارف (شارع ثروت) جنوباً من شارع النيل وحتى شارع السودان.
6. شارع السودان غرباً من شارع ثروت وحتى شارع جامعة الدول العربية على امتداد ترعة الزمر.

## مناطق عمرانية قديمة
يمكن تمييز خمسة مناطق عمرانية قديمة في حي الدقي:

### منطقةبين السرايات

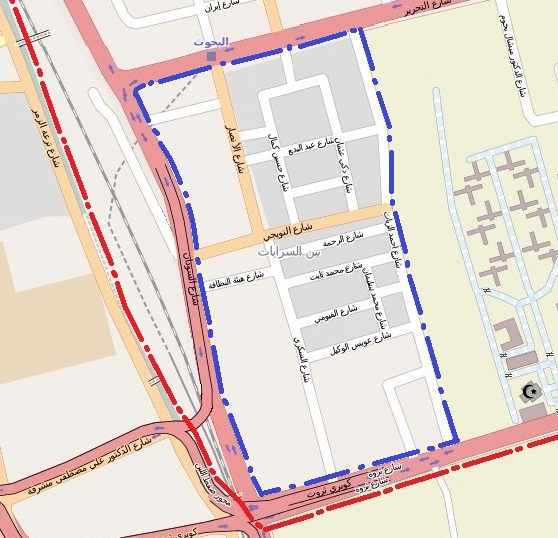
منطقة بين السرايات

و تقع منطقة «بين السرايات» بين أربع شوارع حيوية وهي:
1. شارع ثروت الذي به جامعة القاهرة من ناحية أبواب كلية التجارة ودار العلوم وفي الجهة الأخرى من الشارع المدينة الجامعية وفي نهايته كوبري ثروت.
2. شارع أحمد الزيات (المعروف بشارع المرور) لوجود إدارة مرور الجيزة به وكذلك سور من أوله لأخره وهو سور ملاعب المدينة الجامعية هذا وقبل نهايته يوجد كلية العلاج الطبيعي.
3. شارع التحرير من نهاية مركز البحوث وحتى شركة أخوان مقار لصيانة السيارات.
4. الجزء الأول من شارع السودان والذي به مطلع كوبري ثروت الموصول بمحور صفط اللبن.

تواكب ازدياد العمران في هذه المنطقة مع إنشاء جامعة القاهرة، إذ تكثر في منطقة بين السرايات المكتبات والمحال التي تبيع القرطاسية وخدمات الطباعة والتغليف وكتابة الرسائل والترجمة والمطاعم، وذلك لقربها من جامعة القاهرة، ولذك تباع فيها المذكرات والملخصات الجامعية والكتب المستنسخة.
وتوجد بمنطقة «بين السرايات» إدارة حي الدقي في شارع السكري وهيئة النظافة والتجميل لمحافظة الجيزة. هذا وتنقسم بين السرايات إلى ثلاثة أجزاء وهي الجزء القديم واسمه (الدوار) والجزء الجديد ويسمى (الخرطة) والجزء الراقي منها وهو الثالث ويسمى (الطوبجي) على اسم شارع الطوبجي أحد أشهر شوارع بين السرايات.

### منطقة عزبة أولاد علام

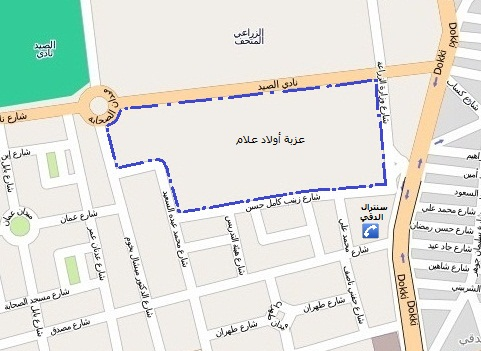
منطقة عزبة أولاد علام

و هي منطقة شعبية بجوار المتحف الزراعي على شارع نادي الصيد وكانت تمتد قديماً إلى حيث يوجد سنترال الدقي الآن..

### منطقة الدقي القديم والدقي الجديد

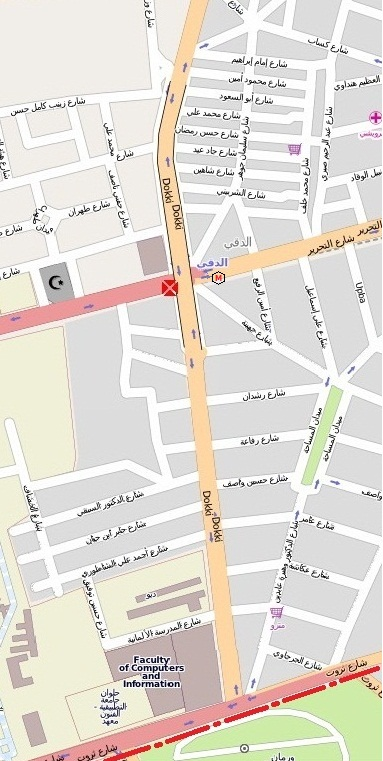
يفصل شارع الدقي بين منطقة الدقي القديم والدقي الجديد

الدقي القديم والدقي الجديد هما عبارة عن جزئين هامين في حي الدقي ويفصل بين المنطقتين شارع رئيسي في حي الدقي وهو شارع الدقي. ويبدأ شارع الدقي من شارع ثروت أمام حديقة الأورمان ويمتد شمالاً ليفصل الدقي الجديد شرقاً عن الدقي القديم غرباً ويعبر شارع التحرير علوياً بواسطة كوبري الدقي الذي صمم كي يخفف الضغط عن شارع الدقي لكي يتصل مباشرة بامتداد شارع البطل أحمد عبد العزيز دون أن يتقاطع مع شارع تحرير. وتوجد محطة مترو أنفاق الدقي في شارع التحرير شرق كوبري الدقي.

### منطقة المساحة

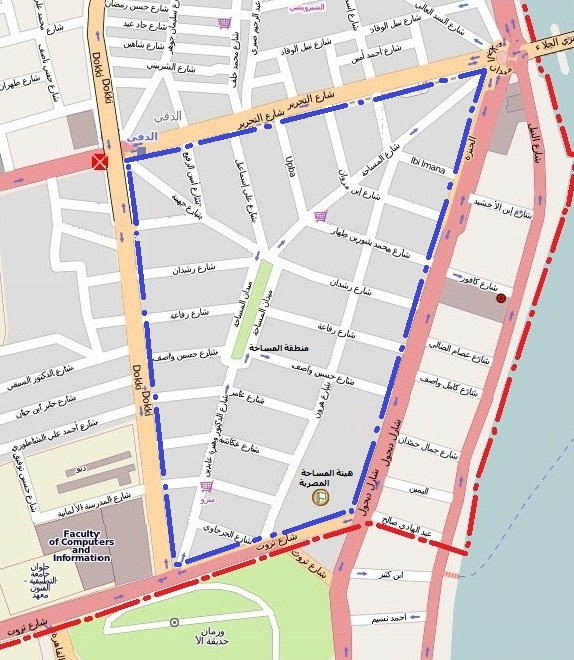
منطقة المساحة أهم وأرقى مناطق الدقي

وهي منطقة تحدها حديقة الأورمان جنوباً وشارع التحرير شمالاً وتم تسميتها بهذا الاسم لوجود المبنى الرئيسي لهيئة المساحة المصرية بها ويتوسطها شارع المساحة الذي يبدأ من تقاطع شارع الدقي مع شارع ثروت وينتهي في ميدان الجلاء في نهاية شارع التحرير
ومنطقة المساحة أهم وأرقى مناطق الدقي حيث يقطنها طبقة من الاثرياء ويوجد بها مجموعة فنادق شهيرة مثل شيراتون القاهرة وبها مجموعة من سفارات الدول مثل باكستان والأردن واليمن ويتوسطها ميدان المساحة ويوجد به فندق سفير ويقع معهد جوته لتعليم الألمانية بذات الميدان.

### منطقة البحوث
منطقة البحوث، وهي سميت كذلك لوجود المركز القومي للبحوث بها وهي المنطقة التي تحدها من الجنوب جامعة القاهرة وبين السريات ومن الشمال منطقة محي الدين أبو العز ومن الشرق منطقة الدقي القديم وكوبري الدقي ومن الغرب منطقة بولاق الدكرور بجوار كوبري الخشب وهو عبارة عن كوبري قديم كان بالمنطقة مبني من الخشب فوق ترعة الزمر وتبدأ منطقة البحوث من أمام كوبري الخشب ببولاق الدكرور بشارع التحرير وحتى تقاطع شارع التحرير مع شارع الدقي أسفل كوبري الدقي والجدير بالذكر وجود محطة مترو البحوث بها.
جدير بالذكر أن المركز القومي للبحوث يعد من أكبر المؤسسات العلمية في القارة الأفريقية والشرق الأوسط وقد أنشئ في عام 1956.

## سفارات
يوجد بحي الدقي حوالي 56 سفارة لدول من شتى أنحاء العالم فهو يتسحق لقب حي «التمثيل الدبلوماسي» عن جدراة.

## بنوك
تنتشر بحي الدقي العديد من أفرع ومراكز رئيسية للبنوك الوطنية والاستثمارية والأسلامية مثل:
- بنك مصر
- البنك الأهلي
- البنك التجاري الدولي
- بنك فيصل الإسلامي

## مدارس
يطلق أيضاً على حي الدقي «حي المدارس» حيث توجد به حوالي 102 مدرسة ممثلة لكافة أنواع المدارس (حكومي – خاص – تجريبي- لغات).

## معاهد وكليات
يوجد بالحي العديد من الكليات والمعاهد مثل:
- معهد البحوث الاحصائية
- كلية رياض الأطفال
- كلية التربية النوعية
- كلية العلاج الطبيعي
- كلية الفنون التطبيقية
- الأكاديمية العربيه للعلوم والتكنولوجيا والنقل البحري

## مستشفيات ومعامل
وجد بالحي العديد من المستشفيات والمعامل مثل:
- مستشفي الشبراويشي
- مستشفي أم الأطباء[10]
- برج معامل ساريدار
- (مستشفى 6 أكتوبر)
- (مستشفى الكوكب)
- (مستشفى مصر الدولي)
- مستشفى العيون الدولي)
- مستشفى(البحوث)

## دور العبادة
يوجد بالحي العديد من المساجد والكنائس مثل:
- مسجد أسد ابن الفرات
- مسجد الصحابة
- مسجد عبد الله المكاوي

## شخصيات معروفة
ولد محمد البرادعي، الرئيس السابق لوكالة الطاقة الذرية في الدقي حينما كانت لا تزال قرية. وتشير مصادر إلى إن الرئيس العراقي السابق صدام حسين قد عاش فيه ثلاث سنوات عندما كان طالبا يدرس القانون في جامعة القاهرة، وربما هاربا من ملاحقة أجهزة الأمن العراقية إثر محاولته اغتيال رئيس العراق آنذاك عبد الكريم قاسم. عاش فيه أيضا الرئيس التونسي السابق الحبيب بورقيبة بعد نفيه من قبل القوات الفرنسية لتورطه في مظاهرة شعبية ضدها.

## وصلات خارجية
- الموقع الرسمي